# Анкей (сын Ликурга)
Анкей (др.-греч. Ἀγκαῖος) — персонаж древнегреческой мифологии. Сын Ликурга и Клеофилы (либо внук), из Аркадии. Аргонавт, стал рулевым после смерти Тифия. Участник Калидонской охоты. Бегун, копьеметатель. Был ранен, но выдержал нападение кабана, а Аталанта пустила в него стрелу. Анкей погиб от клыков зверя. Отец Агапенора.